# Trachylejeunea chinensis
Trachylejeunea chinensis là một loài Rêu trong họ Lejeuneaceae. Loài này được Herzog mô tả khoa học đầu tiên năm 1930.